# Glenea lateflavovittata
Glenea lateflavovittata là một loài bọ cánh cứng trong họ Cerambycidae.